# 京都城陽ファイアーバーズ
京都城陽ファイアーバーズ（きょうとじょうようファイアーバーズ）は、京都府城陽市に本拠地を置き、日本野球連盟に所属する社会人野球のクラブチームである。
野球評論家・江本孟紀によって創設され、日本独立リーグ構想やカルガリーの独立リーグチーム運営構想（いずれも頓挫）に、江本ともにかかわった実業家の樋口直人が代表に名を連ねている。

## 概略
チームの前身はジャパン・サムライ・ベアーズ（ジャパン・サムライ・ファイアーバーズ）で、2005年にアメリカ合衆国の独立リーグであるゴールデン・ベースボール・リーグに加盟したが、観客動員など、経営環境が不充分で、リーグ戦のチーム再編の関係もあり、チーム存続が見込めないとして同年度一杯で同リーグから撤退した。
その後、京都府を本拠地とした社会人野球のクラブチームとして再出発を切ることになり、2006年に『京都ファイアーバーズ』として創部し、同年4月21日付けで日本野球連盟に加盟した。前身チームの時代から支援をしていた江本孟紀が主宰者兼任で監督に就任。野球の底辺拡大と野球を愛好する若者たちを支援することを念頭としている。ただし、2007年にはサムライ・ベアーズでプレー経験のある選手は同チームには1人も在籍していない。
2012年3月30日付けで、チーム名を『京都城陽ファイアーバーズ』に改称した。

## 設立・沿革
- 2004年 - 前身チームである『ジャパン・サムライ・ベアーズ』が創部、アメリカ合衆国の独立リーグに参加。
- 2005年 - 独立リーグに参加するも環境が整っていないとして1年限りで撤退。チームを日本の社会人野球のクラブチームに衣替えすることを表明。
- 2006年 - 『京都ファイアーバーズ』として日本野球連盟に加盟。
- 2012年 - チーム名を『京都城陽ファイアーバーズ』に改称。

## 元プロ野球選手の競技者登録
- 江本孟紀（元：南海ホークス、阪神タイガース） - 監督→退団
- 榊原良行（元：阪神タイガース、日本ハムファイターズ） - コーチ（2006年～2010年）→退団
- 権藤博（元：中日ドラゴンズ） - 監督代行→退団
- 大矢明彦（元：ヤクルトスワローズ） - 監督代行→退団
- 竹内和也（元：西武ライオンズ） - 投手→監督
- 五十嵐貴章（元：ヤクルトスワローズ） - 投手→退団

## かつて在籍していた選手
- 田中勝久（投手） - 選手、兼任コーチとして在籍。ウガンダ共和国野球代表の監督を歴任後、2022年より北海道ベースボールリーグ・富良野ブルーリッジ監督。
- 小野真悟（内野手） - 退団後新潟アルビレックス・ベースボール・クラブに入団。現北海道ベースボールリーグ・KAMIKAWA・士別サムライブレイズヘッドコーチ兼GM補佐兼選手